# Łobez (district)
Łobez (powiat łobeski) is een Pools district (powiat) in de woiwodschap West-Pommeren. De oppervlakte bedraagt 1065,13 km², het inwonertal 37.804 (2014).

## Steden
- Dobra Nowogardzka (Daber)
- Łobez (Labes)
- Resko (Regenwalde)
- Węgorzyno (Wangerin)

Stadsdistricten: Szczecin · Koszalin · Świnoujście

Districten:
Białogard · Choszczno · Drawsko Pomorskie · Goleniów · Gryfice · Gryfino · Kamień · Kołobrzeg · Koszalin · Łobez · Myślibórz · Police · Pyrzyce · Sławno · Stargard · Szczecinek · Świdwin · Wałcz

Grootste steden:
Białogard · Goleniów · Gryfino · Kołobrzeg · Koszalin · Police · Stargard · Świnoujście · Szczecin · Szczecinek · Wałcz